# Albionbatrachus
Genre
Albionbatrachus est un genre fossile de grenouilles préhistoriques d'Angleterre et de Roumanie. 

## Systématique
Le genre Albionbatrachus a été créé en 1984 par Charles A. M. Meszoely (d) (1933-2020), Zdeněk Vlastimil Špinar (d) (1916-1995) et Richard L. E. Ford (d).
Alors qu'il était auparavant considéré comme synonyme du genre Palaeobatrachus, il est maintenant classé dans la famille des Palaeobatrachidés (en) et ce sur la base de caractères des frontopariétaux.

## Liste d'espèces
Selon Paleobiology Database (8 novembre 2022) :
- † Albionbatrachus wightensis Meszoely et al., 1984

À laquelle pourrait s'ajouter l'espèce suivante, non reconnue pour l'instant par Paleobiology Database :
- † Albionbatrachus oligocenicus Venczel et al., 2012

## Étymologie
Le nom générique, Albionbatrachus, dérive du latin Albion, l'ancien nom de la Grande-Bretagne, et batrachus, « grenouille ».

## Publication originale
- (en) Charles A. M. Meszoely, Zdeněk V. Špinar et Richard L. E. Ford, « A new palaeobatrachid frog from the Eocene of the British Isles », Journal of Vertebrate Paleontology, SVP et Taylor & Francis, vol. 3, no 3,‎ janvier 1984, p. 143-147 (ISSN 0272-4634 et 1937-2809, OCLC 238100068, DOI 10.1080/02724634.1984.10011967, JSTOR 4522942).